# شعيب ذبيح
شعيب ذبيح (مواليد 1 يناير 1993) هو لاعب كرة قدم جزائري يلعب لصالح اتحاد خنشلة.

## المسيرة
في 2018، وقع عقدًا مع وفاق سطيف. في 2021، وقع عقدًا مع شباب قسنطينة.
في 2022، وقع شعيب ذبيح عقدًا مع مولودية الجزائر. في 5 فبراير 2024، انضم إلى اتحاد خنشلة.